# 鳥取県小学校一覧
鳥取県小学校一覧（とっとりけんしょうがっこういちらん）は、鳥取県の小学校の一覧。

## 国立小学校
- 鳥取大学附属小学校

## 公立小学校

### 鳥取市
- 鳥取市立稲葉山小学校
- 鳥取市立岩倉小学校
- 鳥取市立面影小学校
- 鳥取市立賀露小学校
- 鳥取市立久松小学校
- 鳥取市立倉田小学校
- 鳥取市立江山学園（義務教育学校）
- 鳥取市立湖南学園（義務教育学校）
- 鳥取市立湖山小学校
- 鳥取市立湖山西小学校
- 鳥取市立修立小学校
- 鳥取市立醇風小学校
- 鳥取市立城北小学校
- 鳥取市立末恒小学校
- 鳥取市立世紀小学校
- 鳥取市立遷喬小学校
- 鳥取市立大正小学校
- 鳥取市立津ノ井小学校
- 鳥取市立東郷小学校
- 鳥取市立中ノ郷小学校
- 鳥取市立日進小学校
- 鳥取市立浜坂小学校
- 鳥取市立富桑小学校
- 鳥取市立美保小学校
- 鳥取市立美保南小学校
- 鳥取市立明治小学校
- 鳥取市立明徳小学校
- 鳥取市立米里小学校
- 鳥取市立若葉台小学校
- 鳥取市立国府東小学校
- 鳥取市立宮ノ下小学校
- 鳥取市立福部未来学園（義務教育学校）
- 鳥取市立河原第一小学校
- 鳥取市立西郷小学校
- 鳥取市立散岐小学校
- 鳥取市立用瀬小学校
- 鳥取市立佐治小学校
- 鳥取市立逢坂小学校
- 鳥取市立浜村小学校
- 鳥取市立宝木小学校
- 鳥取市立瑞穂小学校
- 鳥取市立鹿野学園（義務教育学校）
- 鳥取市立青谷小学校

### 米子市
- 米子市立啓成小学校
- 米子市立明道小学校
- 米子市立就将小学校
- 米子市立義方小学校
- 米子市立住吉小学校
- 米子市立車尾小学校
- 米子市立加茂小学校
- 米子市立河崎小学校
- 米子市立福生東小学校
- 米子市立福生西小学校
- 米子市立福米東小学校
- 米子市立福米西小学校
- 米子市立彦名小学校
- 米子市立弓ヶ浜小学校
- 米子市立崎津小学校
- 米子市立大篠津小学校
- 米子市立和田小学校
- 米子市立五千石小学校
- 米子市立尚徳小学校
- 米子市立成実小学校
- 米子市立箕蚊屋小学校
- 米子市立伯仙小学校
- 米子市立淀江小学校

### 倉吉市
- 倉吉市立西郷小学校
- 倉吉市立河北小学校
- 倉吉市立明倫小学校
- 倉吉市立打吹小学校
- 倉吉市立上灘小学校
- 倉吉市立小鴨小学校
- 倉吉市立久米小学校
- 倉吉市立社小学校
- 倉吉市立上北条小学校
- 倉吉市立関金小学校

### 境港市
- 境港市立渡小学校
- 境港市立外江小学校
- 境港市立境小学校
- 境港市立上道小学校
- 境港市立余子小学校
- 境港市立中浜小学校

### 岩美郡
- 岩美町立岩美北小学校
- 岩美町立岩美西小学校
- 岩美町立岩美南小学校

### 八頭郡
- 智頭町立智頭小学校
- 八頭町立郡家東小学校
- 八頭町立郡家西小学校
- 八頭町立船岡小学校
- 八頭町立八東小学校
- 若桜町立若桜学園（小中一貫校）

### 東伯郡
- 三朝町立三朝小学校
- 湯梨浜町立羽合小学校
- 湯梨浜町立泊小学校
- 湯梨浜町立東郷小学校
- 琴浦町立赤碕小学校
- 琴浦町立浦安小学校
- 琴浦町立聖郷小学校
- 琴浦町立船上小学校
- 琴浦町立八橋小学校
- 北栄町立北条小学校
- 北栄町立大栄小学校

### 西伯郡
- 伯耆町立岸本小学校
- 伯耆町立二部小学校
- 伯耆町立溝口小学校
- 伯耆町立八郷小学校
- 大山町立大山小学校
- 大山町立大山西小学校
- 大山町立名和小学校
- 大山町立中山小学校
- 南部町立会見小学校
- 南部町立会見第二小学校
- 南部町立西伯小学校
- 日吉津村立日吉津小学校

### 日野郡
- 江府町立奥大山江府学園
- 日野町立日野学園
- 日南町立日南小学校